# Pele (település)
Pele (Becheni) falu Romániában, Szatmár megyében.

## Fekvése
Tasnád városától délnyugatra fekszik.

## Története
Pele település nevéről már a Váradi regestrum is említést tett. Első említése 1334-ből származik.
Nevét az oklevelek 1475-ben Pele, 1543-ban Peleh néven írták.
Az 1475-ös adólajstrom szerint Pelee (Pelei?) Albert volt birtokosa.
1543-ban a falut Pelei Ferenc és Péter birtokának írták.
1548-ban Pele birtokába iktatták be Csomaközi Bácsmegyey Benedeket és Gosztonyi Miklóst, egy részébe pedig Pelei Pétert és Gáspárt.
1780-ban Diószeghy Sámuelt nevezték meg a falu birtokosaként.
A XVII. században a törökök pusztításai, a tatárjárások miatt, és a Rákóczi szabadságharc idején itt folyó harcok miatt a lakosság sok viszontagságon ment keresztül, a falu ez idők alatt valószínűleg elnéptelenedett, mivel a fennmaradt adatok alapján csak a kuruc kor után kezdett újranépesedni.
1797-es összeíráskor főbb birtokosa Diószegi Sámuelné és Mensáros Sándor utódai voltak. Kisebb birtokosai pedig Padányi Lajosné, Kengyel Lajos, Ilosvai József és Diószegi Zsigmond voltak.
Petri Mór az 1800-as évek végén, 1900-as évek elején összeírta Pele település helyneveit is:
Határrészek: Pálasszony, Szent Imre, Kis-kút, Nagy-nyeste-völgy, Büdöskút, Rétoldal, Besenyő, Rózsás, Bogdánkút.
Hegyek nevei: Csákóhegy, Nagyhegy, Pusztahegy és Csányi-völgy.
Erdők:  Tegezhát, Csonkás, Ibolyás, Békástó, Talasvölgy.
Legelő: Agárvölgy.
Kútjai: Jókút, Balaska, Gyárfáskút, Nádaskút.
1720-ban Pele településhez tartozott még Keszi-puszta is.
Pele 1800-as évek végén élt lakóinak emlékezetében élt még a falu határában található három pogány sír  helye is.
1919-ig Magyarországhoz tartozott, Szatmár vármegye részeként. 1910-ben 700 magyar és román lakosa volt. 
1992-ben 522 magyar és román nemzetiségű lakos lakta. A magyarok a lakosság 78%-át alkotják.

## Híres szülötte
- Csiszár Anna (1918–1941), népi költő

## Nevezetességek
- Református temploma – A templom harangját 1535-ben készítették, majd 1821-ben újraöntötték.  Anyakönyvet 1756-tól vezettek.